# Anita B. Roberts

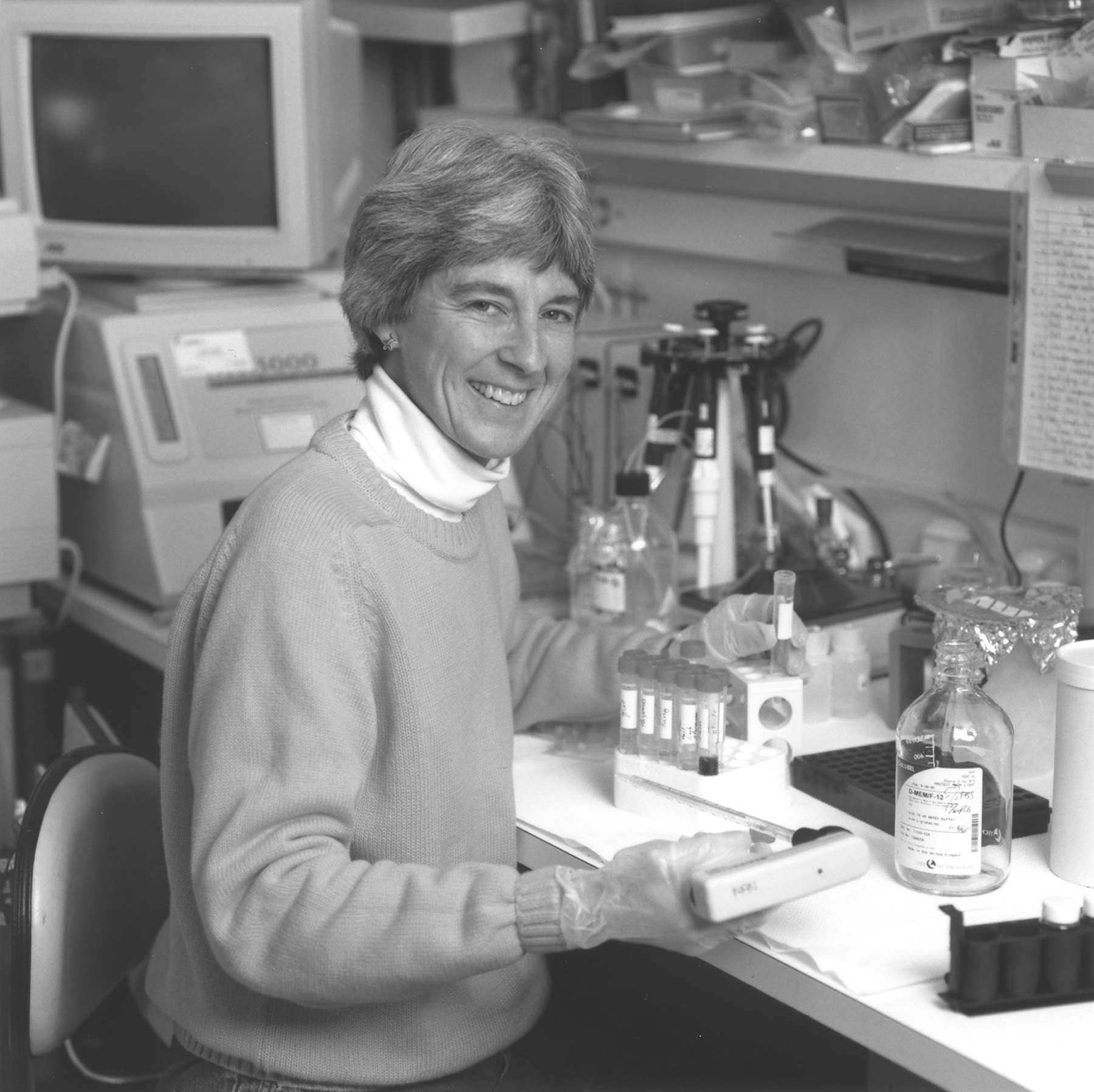
Anita B. Roberts im Labor 1995

Anita Bauer Roberts (* 3. April 1942 in Pittsburgh; † 26. Mai 2006 in Bethesda (Maryland)) war eine US-amerikanische Biochemikerin und Molekularbiologin.
Roberts studierte am Oberlin College mit dem Bachelor-Abschluss in Chemie 1964 und wurde 1968 an der University of Wisconsin-Madison in Biochemie promoviert. Die Dissertation beschäftigte sich mit dem Stoffwechsel der Retinsäure. Als Post-Doktorandin war sie an der Harvard University (Medical School, Abteilung Pharmakologie). Danach war sie am Aerospace Research Applications Center in Bloomington (Indiana) und lehrte Chemie an der Indiana University. Ab 1976 war sie im Laboratory of Chemoprevention unter Michael Sporn des National Cancer Institute (NCI) in Bethesda. Zunächst forschte sie dort über synthetische Analoga von Vitamin A. Ab 1980 begann sie über Wachstumsfaktoren zu arbeiten. 1995 wurde sie Leiterin des Laboratory of Chemoprevention (später Laboratory of Cell Regulation and Carcinogenesis). 2004 gab sie die Stelle auf, als bei ihr Magenkrebs diagnostiziert wurde, an dem sie letztlich starb. Während ihrer Krankheit schrieb sie einen täglichen Blog über ihre Behandlung. Noch im Februar 2006 organisierte sie eine Konferenz der American Association for Cancer Research über TGF-beta.
Mit Michael Sporn entdeckte sie das Cytokine transforming growth factor beta (TGF-beta) und untersuchte dessen Rolle bei der Krebsentstehung (besonders Metastasierung), Wundheilung (Fibrogen-Bildung) und bei Autoimmunkrankheiten (rheumatische Arthritis). TGF-beta und der Wirkungsweg, den es reguliert, bietet Angriffspunkte für die Entwicklung neuer Medikamente.
2005 erhielt sie den Léopold-Griffuel-Preis. 1982 bis 2002 wurde sie als Nr. 49 unter den meistzitierten Wissenschaftlern bei ISI geführt (und die am zweithäufigsten zitierte Wissenschaftlerin). Von ihr stammen rund 330 wissenschaftliche Arbeiten. Mit Michael Sporn erhielt sie 2005 den Komen Brinker Award for Scientific Distinction. Sie war seit 2005 Mitglied der American Academy of Arts and Sciences.
Sie war Präsidentin der Wound Healing Society.
Roberts war 41 Jahre lang mit Robert E. Roberts verheiratet und hatte zwei Söhne.